# 12972 Eumaios
12972 Eumaios este o planetă minoră (asteroid), cu un diametru de 22,991 km, din Asteroid troian al lui Jupiter. A fost descoperită pe 19 septembrie 1973 la Observatorul Palomar de Cornelis Johannes van Houten și a fost numită după Eumaeus⁠(d). 
Obiectul prezintă o orbită caracterizată de o semiaxă mare de 5,1470732 UAi, o excentricitate de 0,15, o înclinație de 8,4421 ° în raport cu ecliptica.